# Nordkoreanische Fußballnationalmannschaft (U-23-Männer)
Die nordkoreanische U-23-Fußballnationalmannschaft ist eine Auswahlmannschaft nordkoreanischer Fußballspieler. Sie untersteht dem nordkoreanischen Fußballverband PRKFA. Die Mannschaft repräsentiert das Land international auf U-23-Ebene. Das umfasst vor allem die U-23-Asienmeisterschaften, die Fußballturniere der Olympischen Sommerspiele, der Asienspiele und der Ostasienspiele. Ebenso gehören Freundschaftsspiele gegen die Auswahlmannschaften anderer nationaler Verbände dazu.
Spielberechtigt sind Spieler, die ihr 23. Lebensjahr noch nicht vollendet haben und die nordkoreanische Staatsangehörigkeit besitzen.

## Erfolge

### Olympische Spiele
Von den vier relevanten Großereignissen für U-23-Mannschaften ist das ab 1992 ausgetragene Fußballturnier bei den Olympischen Spielen der einzige Wettbewerb, für den sich das Team aus der Demokratischen Volksrepublik Korea bisher noch nicht qualifizieren konnte.

### Asienmeisterschaften
Bei den Asienmeisterschaften schied die nordkoreanische U-23-Mannschaft zweimal in der ersten Runde aus und erreichte 2016 erstmals und bislang einmalig das Viertelfinale. Auf dem Weg zu diesem Erfolg setzte sich das Team in der Qualifikation in der Gruppe G – die Spiele fanden alle im Rajamangala-Nationalstadion in Bangkok (Thailand) statt – aufgrund des besseren Torverhältnisses als Gruppenerster vor Thailand durch. Bei dem Turnier selbst traf die Mannschaft in Gruppe B auf Japan, Saudi-Arabien und erneut Thailand und qualifizierte sich knapp als Gruppenzweiter für die Ausscheidungsspiele. Im K.-o.-Spiel des Viertelfinales setzte sich dann Katar nach Verlängerung mit 2:1 durch.

### Asienspiele
Deutlich besser ist die Quote bei den Asienspiele: Bei fünf Teilnahmen stehen vier Einzüge ins Viertelfinale zu Buche. Bei der Auflage 2014 erreichte das Team dann erstmals das Finale, in welchem sich der direkte Nachbar aus Südkorea durchsetzte. An der Gruppenphase beteiligten sich 29 Teams, so dass Nordkorea in eine der drei Dreiergruppen (F) gelost wurde, in denen Spiele gegen China und Pakistan anstanden. Mit zwei Siegen ohne Gegentor qualifizierte sich die Mannschaft für das Viertelfinale, in dem die Vereinigten Arabischen Emirate 1:0 besiegt wurden. Im Halbfinale setzte sich Nordkorea schließlich nach Verlängerung mit 1:0 gegen den Irak durch, verlor dann aber das Finale ebenfalls nach Verlängerung mit dem gleichen Ergebnis gegen Südkorea.

### Ostasienspiele
Bei den Ostasienspielen lotete das Nachwuchsteam der Nordkoreaner schließlich die Extreme aus: Während es sich für die Auflage 2001 nicht qualifizierte – wurde es anschließend je einmal Zweiter bzw. Vierter, um dann bei der Auflage 2013 als Sieger zu triumphieren. Die Spiele wurden dabei zwischen dem 6. und 14. Oktober alle in Tianjin in einer Gruppe mit fünf Teilnehmern ausgetragen, zu denen neben Nordkorea noch Südkorea, China, Hongkong und Japan gehörten. Mit insgesamt 10 Punkten – durch drei Siege und ein Unentschieden gegen Südkorea – setzte sich Nordkorea als Gruppenerster vor Südkorea und Japan durch, die jeweils sieben Punkte erzielten.

## Bilanzen
| Olympische Spiele - 1992 bis 2016: Nicht qualifiziert U-22-/23-Asienmeisterschaften - 2014: Gruppenphase - 2016: Viertelfinale - 2018: Gruppenphase - 2020: Qualifiziert | Asienspiele - 2002: Viertelfinale - 2006: Viertelfinale - 2010: Viertelfinale - 2014: Zweiter - 2018: Viertelfinale | Ostasienspiele - 2001: Nicht qualifiziert - 2005: Zweiter - 2009: Vierter - 2013: Erster |